# Kulturhaus Rüdersdorf

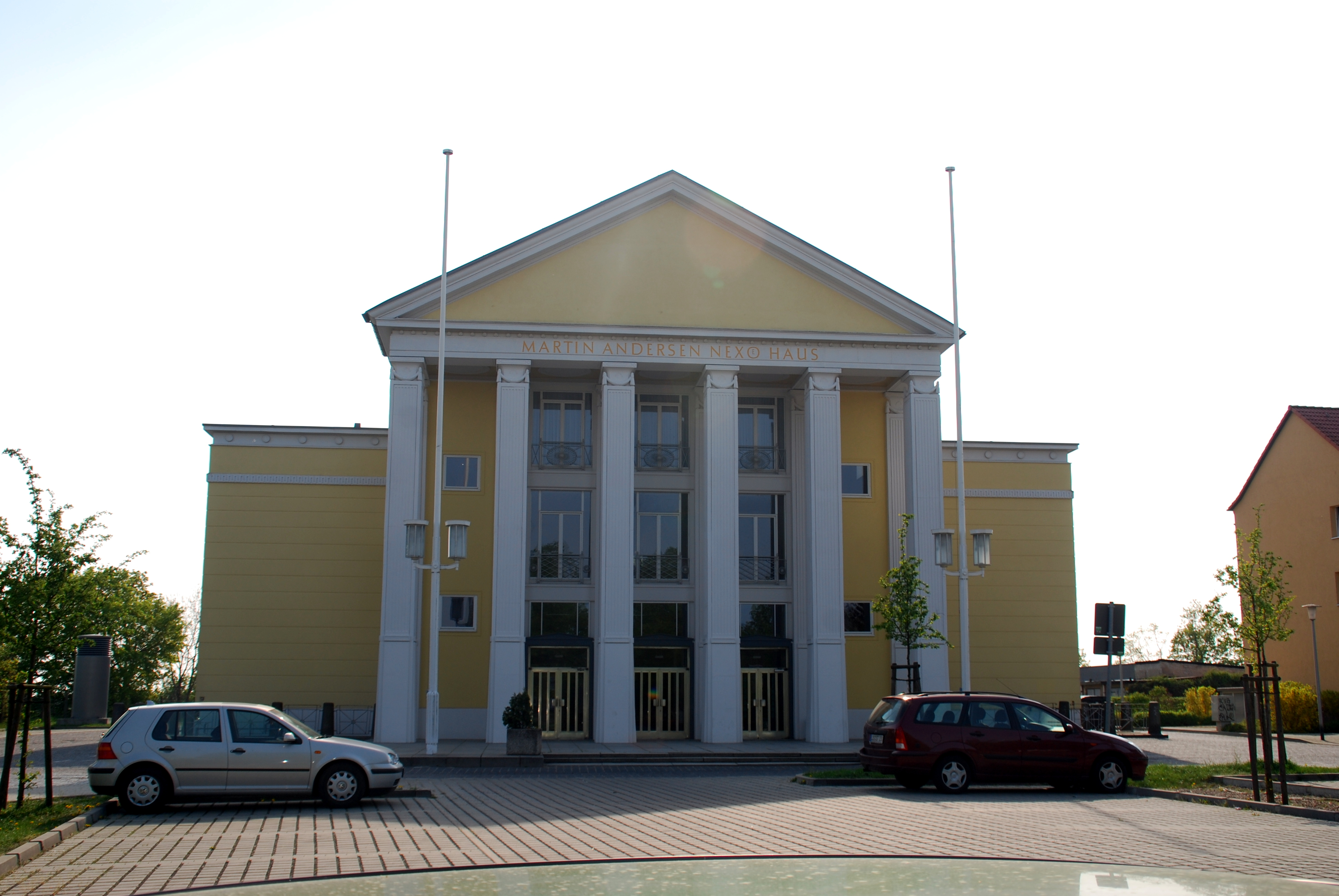
Kulturhaus „Martin Andersen Nexö“

Das Kulturhaus „Martin Andersen Nexö“ ist ein Kulturhaus in Rüdersdorf bei Berlin. Es wurde in den Jahren 1954–1956 für die Arbeiter des Zementwerks erbaut.
Der Grundstein für das Kulturhaus wurde am 15. Juli 1954 gelegt. Das Bauwerk war Ergebnis eines Wettbewerbs der Deutschen Bauakademie für Kulturhäuser. Das Modell entwarf der Architekt Emil Leibold. Am Bau beteiligten sich auch viele Rüdersdorfer mit freiwilligen Arbeitseinsätzen, unter ihnen auch der damalige Direktor des VEB Zementwerke Rüdersdorf Ernst Reißmann. Nach 27 Monaten Bauzeit wurde das Kulturhaus am 12. Oktober 1956 eröffnet und erhielt den Namen des dänischen Schriftstellers Martin Andersen Nexö. Zu den Ehrengästen gehörten der Schriftsteller Willi Bredel, ein Freund von Nexö, der auch die Festrede hielt, und die Witwe des dänischen Dichters.
Das auch als „Akropolis von Rüdersdorf“ bezeichnete Kulturhaus wurde als kompakter, ortsbildbeherrschender Baukörper mit einem den Haupteingang betonenden Portikus unter Verwendung klassizistischer Architekturformen konzipiert und lehnt sich an klassizistische Theaterbautraditionen an. Der tempelartige Eindruck wird dabei durch die in weißem Kunststein ausgeführten Fassadendetails, die eine Verwendung von Marmor suggerieren, verstärkt. So ist das Rüdersdorfer Kulturhaus mit seinen Pilastern, Kapitellen und Friesen ein „gebautes Denkmal“, das für die Architekturentwicklung in den 1950er Jahren der DDR-Geschichte bedeutsam ist. Der Bühnenbereich mit absenkbarer Orchesterbühne gilt bis heute als eine technische Meisterleistung.
Bis 1989 zählte die Einrichtung jährlich 70.000 bis 80.000 Besucher. Mit der Übernahme aller Immobilien der VEB Zementwerke Rüdersdorf wurde die Readymix Zement GmbH Eigentümer des Kulturhauses. 1994 ging das Gebäude als Schenkung an die Gemeinde Rüdersdorf über. Das Gebäude wurde in das  Bundesprogramm National wertvolle Kulturdenkmäler aufgenommen und erhält entsprechende Fördergelder zur Sanierung.